# Les Velluire-sur-Vendée
Les Velluire-sur-Vendée ist eine französische Gemeinde mit 1.366 Einwohnern (Stand: 1. Januar 2022) im Département Vendée in der Region Pays de la Loire. Sie gehört zum Arrondissement Fontenay-le-Comte und zum Kanton Fontenay-le-Comte.
Sie entstand als Commune nouvelle mit Wirkung vom 1. Januar 2019, indem die bisherigen Gemeinden Le Poiré-sur-Velluire und Velluire fusioniert wurden. Diese sind seither Communes déléguées. Im Ort Le Poiré-sur-Velluire befindet sich die Mairie.

## Gliederung
| Ortsteil                                | ehemaliger INSEE-Code | Fläche (km²) | Einwohnerzahl zum 1. Januar 2022 |
| --------------------------------------- | --------------------- | ------------ | -------------------------------- |
| Le Poiré-sur-Velluire (Verwaltungssitz) | 85177                 | 16,95        | 665                              |
| Velluire                                | 85299                 | 09,54        | 701                              |

## Geographie
Die Gemeinde liegt rund 30 Kilometer westnordwestlich von Niort im Regionalen Naturpark Marais Poitevin. Das Gemeindegebiet wird vom Fluss Vendée durchquert.
Nachbargemeinden sind: Auzay im Norden, Chaix im Nordosten, Montreuil im Osten, Vix im Südosten, Le Gué-de-Velluire im Süden, La Taillée im Westen und Le Langon im Nordwesten.

## Sehenswürdigkeiten
Siehe Liste der Monuments historiques in Les Velluire-sur-Vendée